# Tabitha Gilman Tenney
Tabitha Gilman Tenney, née le 7 avril 1762 à  Exeter dans l'État du New Hampshire et morte le 2 mai 1837 également à Exeter est une romancière, anthologiste et écrivaine américaine.

## Biographie

### Jeunesse et formation
Il est communément admis que Tabitha Gilman est l'aînée des sept enfants de Samuel Gilman et de  Lydia Giddinge Gilman (sa seconde épouse). Samuel Gilman est un notable du New Hampsire. Les deux parents de Tabitha Gilman ont pour ancêtres des colons qui se sont installés dans la Nouvelle Angleterre. Samuel Gilman descend de John Gilman qui a quitté la Grande Bretagne pour s'installer en 1638 à Hingham dans le Massachusetts dans un premier temps, puis peu de temps après à Exeter. Quant à sa mère, elle descend des premiers colons venus s'installer à Exeter,,.
Tabitha Gilman a été scolarisée par sa mère dans la tradition du puritanisme. On sait pas exactement la nature de l'enseignement donné par sa mère, mais en regard de ses écrits, il est évident qu'elle a reçu une formation solide en littérature, histoire et religion. C'est probablement durant son éducation qu'elle s'éprend de la littérature ce qui l'a conduite vers l'écriture,,.

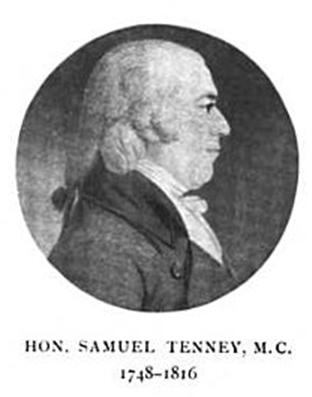
Samuel Tenney.

Très peu de choses sont connues quant à la personnalité de Tabitha Gilman, la principale source, vient d'une diariste, Patty Rogers, dont le journal est déposé à l'American Antiquarian Society. Tabitha Gilman y est décrite comme une personnalité réservée, mature pouvant se montrer parfois hautaine. L'une comme l'autre se sont disputées les faveurs du docteur Samuel Tenney (en) qui, après avoir mené une cour auprès de la volubile Patty Rogers, se tourne finalement vers  Tabitha Gilman à la personnalité plus posée.

### Carrière
En 1799, Tabitha Gilman devenue Tabitha Gilman Tenney depuis son mariage en 1788 avec Samuel Tenney, publie une anthologie de poèmes issus de la littérature classique, ouvrage destiné à l'usage des jeunes femmes The New Pleasing Instructor,,.
Tabitha Gilman Tenney et Samuel Tenney emménagent à Washington, durant les mandats de son époux en tant que représentant du New Hampshire à la Chambre des représentants du  8 décembre 1800 au 3 mars 1807,,.

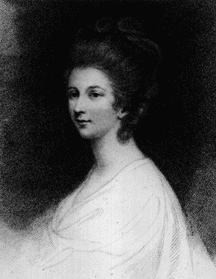
Charlotte Ramsay Lennox.

Durant son séjour à Washington, en 1801, Tabitha Gilman Tenney publie Female Quixotism: Exhibited in the Romantic Opinions and Extravagant Adventures of Dorcasina Sheldon qui est le roman le plus vendu, le plus lu, le plus populaire jusqu'à la publication du roman La case de l'oncle Tom de Harriet Beecher Stowe en 1852. Ce roman en deux volumes expose les aventures d'une riche héritière, Dorcasina Sheldon et de sa servante Betty qui sont victimes de divers scélérats et goujats. Ce roman satirique est dans son style proche du Don Quichotte de Cervantès et dans la suite du roman The Female Quixote de la romancière britannique Charlotte Ramsay Lennox paru en 1752,,,.
Son roman est une satire centrée sur les folies des jeunes femmes qui aiment s'encanailler avec des voyous en rébellion et qui font passer leurs aventures frivoles pour des histoires d'amour,,.
C'est le seul roman de Tabitha Gilman Tenney qui finira sa vie en retrait de la vie publique.

### Vie privée
À ses 26 ans Tabitha Gilman épouse un homme de 14 ans plus âgé qu'elle, le docteur Samuel Tenney, probablement en septembre 1788. Ce dernier s'engage dans la politique après avoir participé à la guerre d'indépendance des États-Unis en tant que chirurgien,,.
Après le décès de son mari en 1816, Tabitha Gilman Tenney  vivra à Exeter jusqu’à sa mort en 1837. Elle est enterrée au cimetière d'Exeter, le Winter Street Graveyard.

## Œuvres
- The New Pleasing Instructor : Young Ladie's Guide to Virtue ans Happiness, Boston, Massachusetts, Isaiah Thomas & E.T. Andrews, 1799, 323 p. (OCLC 1198868385)[7],
- Female Quixotism : Exhibited in the Romantic Opinions and Extravagant Adventures of Dorcasina Sheldon, Boston, Massachusetts, Thomas and Andrews, 1801, 180 p. (OCLC 917433220)[7],

## Regards sur son œuvre
Selon Linda Frost, la fin de Female Quixotism présente son personnage Dorcasina Sheldon comme une femme qui a appris à compter sur elle-même, d'autant que sa situation sociale et économique le permet. Femme qui aspire à réaliser l'idéal de la Démocratie des Pères fondateurs.
Selon Stephen Carl Arch, il n'y aurait pas de clé de lecture pour comprendre Female Quixotism, qu'il peut aussi bien agir de l'histoire d'une femme insensée que d'un récit allégorique de la liberté, d'une défiance envers la politique de Thomas Jefferson lors de sa première présidence, politique influencée par le républicanisme issu de la Révolution française et qui pourrait être la source de division civile.
Pour Scott Paul Gordon, dans son essai The Practice of Quixotism: Postmodern Theory and Eighteenth-Century Women's Writing de 2006 (9781403974440), Female Quixotism est une satire envers les normes sociales qui utilise le Don-quichottisme comme critique ridiculisant les valeurs "bourgeoises". C'est premier regard de femme sur la société américaine naissante, les promesses non tenues envers les diverses oppressions.

## Pour en savoir plus

#### Notices dans des encyclopédies et manuels de références
- (en-US) Paul Wilson Boyer (dir.), Notable American Women : A Biographical Dictionary, vol. 3 : P-Z, Cambridge, Massachusetts, Belknap Press of Harvard University Press, 1er janvier 1971, 729 p. (ISBN 9780674288379, lire en ligne), p. 438. ,
- (en-US) Janet Todd (dir.), A Dictionary Of British And American Women Writers, 1660 1800, Totowa, New Jersey, Rowman & Littlefield Publishers, 1er janvier 1985, 344 p. (ISBN 9780847671250, lire en ligne), p. 302,
- (en-US) Emory Elliott, Dictionary of Literary Biography, Detroit, Michigan, Gale Research, 22 février 1985, 349 p. (ISBN 9780810317154, lire en ligne), p. 271-272. ,
- (en-US) Jeanne Campbell Reesman (dir.), Speaking The Other Self : American Women Writers, Athens, Georgie, University of Georgia Press, 1er septembre 1997, 321 p. (ISBN 9780820319094, lire en ligne), p. 213-228,
- (en-US) Carla Mulford, Matthew J. Bruccoli, Richard Layman & C.E. Frazer Clark Jr. (dir.), Dictionary of Literary Biography, vol. 200 : American Women Prose Writers To 1820, Detroit, Michigan, Gale Research, 3 novembre 1998, 545 p. (ISBN 9780787618551, lire en ligne), p. 357-364.
- (en-US) John A. Garraty (dir.), American National Biography, vol. 21: Stratton - Tunney, New York, Oxford University Press, USA, 1er janvier 1999, 935 p. (ISBN 9780195128000, lire en ligne), p. 448. ,
- (en-US) Taryn Benbow-Pfalzgraf (dir.), American Women Writers : A Critical Reference Guide: From Colonial Times to the Present, vol. 4 : S-Z, Detroit, Michigan, St. James Press, 1er janvier 2000, 339 p. (ISBN 9781558624337, lire en ligne), p. 127-128,
- (en-US) Anne Commire & Deborah Klezmer (dir.), Women in World History : A Biographical Encyclopedia, 15 : Sul - Vica, Waterford, Connecticut, Yorkin Publications /  Gale Group, 2002, 919 p. (ISBN 9780787640743, lire en ligne), p. 279. ,
- (en-US) Carol Berkin & Lisa Paddock (dir.), Encyclopedia of American Literature, vol. 1 : The colonial and revolutionary era, 1607-1814 / Carol Ruth Berkin -, New York, Facts on File, 1er mai 2002, 273 p. (ISBN 9780816041213, lire en ligne), p. 205,
- (en-US) Alfred Bendixen (dir.), The Continuum Encyclopedia of American Literature, New York, Bloomsbury Academic, 26 juin 2003, 1316 p. (ISBN 9780826415172, lire en ligne), p. 1132,
- (en-US) Lawrence J. Trudeau, Nineteenth-Century Literature Criticism, vol. 248 : Criticism of the Works of Nineteenth-Century Novelists, Philosophers, and Other Creative Writers Who Died Between 1800 and 1899, Detroit, Michigan, Gale Cengage, 21 novembre 2011, 491 p. (ISBN 9781414470146, lire en ligne), p. 261-340. ,

#### Articles anglophones
- Cynthia J. Miecznikowski, « The Parodic Mode and the Patriarchal Imperative: Reading the Female Reader(s) in Tabitha Tenney's "Female Quixotism », Early American Literature, vol. 25, no 1,‎ 1990, p. 34-45 (12 pages) (lire en ligne ),
- Linda Frost, « The Body Politic in Tabitha Tenney's "Female Quixotism" », Early American Literature, vol. 32, no 2,‎ 1997, p. 113-134 (22 pages) (lire en ligne ). ,
- Rachel Carnell & Alison Tracy Hale, « Romantic Transports: Tabitha Tenney's "Female Quixotism" in Transatlantic Context », Early American Literature, vol. 46, no 3,‎ 2011, p. 517-539 (23 pages) (lire en ligne ),